# USS Glennon (DD-620)
Эскадренный миноносец «Гленнон» (англ. USS Glennon (DD-620)) — американский эсминец типа Gleaves.
Заложен на верфи Federal Shipbuilding, Kearny, Кирни 25 марта 1942 года. Спущен 26 августа 1942 года, вступил в строй 8 октября 1942 года.
8 июня 1944 года подорвался на германской мине близ побережья Нормандии. Оставлен экипажем и 10 июня 1944 года потоплен германской береговой артиллерией.
Из ВМС США исключён 29 июля 1944 года.